# Darkest White
«Darkest White» — сьомий студійний альбом норвезького готик-метал-гурту Tristania. Реліз відбувся 31 травня 2013.

## Історія створення
Демо-альбом, в який входили пісні із «Darkest White» був записаний у червні-вересні 2012. Пізніше гурт почав підкориговувати пісні у імпровізованій студії в квартирі Оле Вістнеса у вересні-грудні 2012. У січні 2013 гурт записав студійні версії пісень для альбому у професійній студії. Цей запис гурт закінчив за менш ніж місяць, що стало найкоротшим періодом для Tristania.
У ранньому квітні гурт анонсував список композицій із нового студійного альбому.

## Список композицій
| #   | Назва                             | Автор слів     | Автор музики | Тривалість |
| --- | --------------------------------- | -------------- | ------------ | ---------- |
| 1.  | «Number»                          | Tarald Lie Jr. | Tristania    | 4:45       |
| 2.  | «Darkest White»                   | Tarald Lie Jr. | Tristania    | 3:25       |
| 3.  | «Himmelfall»                      | Tarald Lie Jr. | Tristania    | 5:47       |
| 4.  | «Requiem»                         | Tarald Lie Jr. | Tristania    | 5:29       |
| 5.  | «Diagnosis»                       | Tarald Lie Jr. | Tristania    | 5:02       |
| 6.  | «Scarling»                        | Tarald Lie Jr. | Tristania    | 5:18       |
| 7.  | «Night on Earth»                  | Tarald Lie Jr. | Tristania    | 3:36       |
| 8.  | «Cathedral» (Digipak bonus track) | Tarald Lie Jr. | Tristania    | 3:31       |
| 9.  | «Lavender»                        | Tarald Lie Jr. | Tristania    | 5:11       |
| 10. | «Cypher»                          | Tarald Lie Jr. | Tristania    | 5:43       |
| 11. | «Arteries»                        | Tarald Lie Jr. | Tristania    | 4:11       |

## Чарти
| Чарт (2013)                     | Місце |
| ------------------------------- | ----- |
| Belgian Albums Chart (Валлонія) | 154   |

## Учасники запису
- Маріангела Демуртас – жіночий вокал
- Кьйотіль Нордхус – чоловічий вокал
- Андерс Хойвік Хідле – гітари, гроулінг
- Оле Вістнес – бас-гітара
- Юрі Смьордаль Луснегор – ритм-гітара
- Ейнар Моен – клавіші
- Таральд Ліе молодший – ударні